# Zygota striata
Zygota striata är en stekelart som först beskrevs av Jean-Jacques Kieffer 1909.  Zygota striata ingår i släktet Zygota, och familjen hyllhornsteklar. Arten är reproducerande i Sverige.